# Maria Volkonskaja

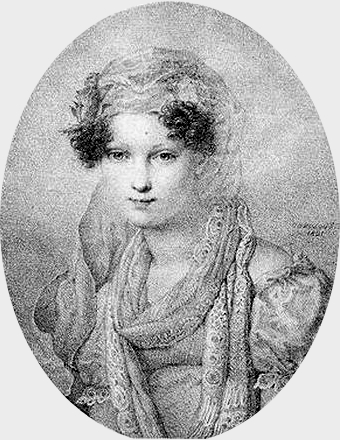
Maria Volkonskaja in haar jeugd

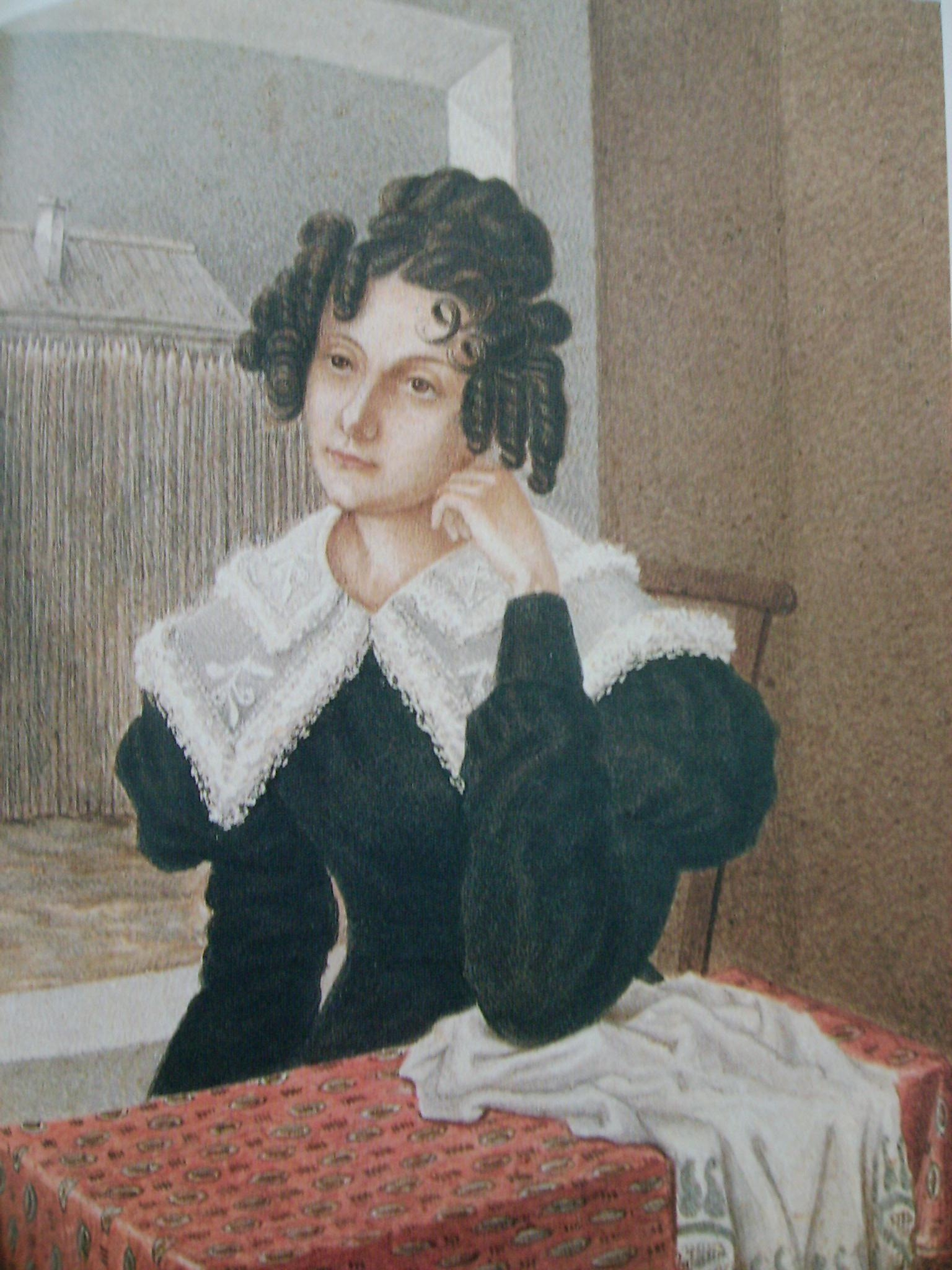
Portret door Nikolaj Bestoezjev, rond 1830

Maria Nikolajevna Volkonskaja (geboortenaam: Rajevskaja, Russisch: Мария Николаевна Волконская, Engelse transliteratie: Mariya Volkonskaya) (25 december 1805 - Voronki, 10 augustus 1863), bijgenaamd de prinses van Siberië, was een lid van de Russische adel en echtgenote van een van de aanstichters van de Decembristenopstand tegen de Russische tsaar. Ze volgde haar echtgenoot, Sergej Volkonski, in ballingschap naar Siberië, waar ze het middelpunt van een groep verbannen intellectuelen en kunstenaars werd. Ze geldt als de stichter van het sociale systeem van Siberië.

## Levensloop
Nikolajevna stamde uit een hoge adellijke familie. Haar vader was de generaal Nikolaj Rajevski (1771 - 1829), die zich onder andere in de oorlog tegen Napoleon had onderscheiden. Haar moeder was Sofia Konstantinova, een kleindochter van de geleerde Michail Lomonosov, grondlegger van de Russische wetenschap. Toen ze achttien jaar oud was werd ze door haar vader uitgehuwelijkt aan de zeventien jaar oudere generaal en vorst Sergej Volonski.
In 1812, na het einde van de succesvol verlopen oorlog tegen Napoleon, ontstond onder de militaire leiding van Rusland een roep om meer burgerlijke vrijheden. Terugkerende officieren richtten in Sint-Petersburg en Kisjenjov geheime genootschappen op met als doel een verandering in het bestuur van het rijk teweeg te brengen. Ze pleitten onder meer voor de afschaffing van lijfeigenschap. Op 14 december 1825 (gregoriaanse kalender: 26 december) vond de Decembristenopstand van de Russische elite tegen tsaar Nicolaas I plaats. De opstand mislukte en vijf "decembristen" weren op 13 juli geëxecuteerd, terwijl de andere aanstichters naar Siberië werden verbannen voor dwangarbeid.
Volkonskaja kwam op de hoogte van de opstand toen de meeste decembristen al gevangen zaten. Zodra Sergej Volkonski tot verbanning naar Siberië veroordeeld was besloot ze, tegen de zin van haar familie en de Russische regering in, hem achterna te reizen naar Siberië. Veel andere vrouwen van de verbannen officieren volgden Volkonskaja's voorbeeld. Daarbij negeerden ze een maatregel van de Russische regering en de kerk, die scheiding voor decembristenvrouwen mogelijk maakte. Tsaar Nicolaas I zei na de terechtstelling van de vijf decembristen dat hij deze vrouwen van alles het meeste vreesde. Volkonskaja verzocht de tsaar in een brief om toestemming haar man achterna te reizen. De tsaar stond dit toe maar ze moest haar kleine zoontje Nikolai achterlaten bij haar schoonzuster (het jongetje zou twee jaar later overlijden). Voor haar vertrek nam Volkonskaja afscheid van de dichter Aleksandr Poesjkin, met wie ze bevriend was.
In december 1826 reisde Volkonskaja in 23 dagen naar Irkoetsk in het oosten van Siberië. Voor ze verder mocht reizen naar het ballingsoord van haar man legde de plaatselijke gouverneur haar een document voor ter ondertekening, waarin ze afstand moest doen van haar adellijke titel en bezittingen. Ook mocht ze nooit meer terugkeren naar het westen, ook niet wanneer haar echtgenoot kwam te overlijden. Als vrouw van een dwangarbeider zouden haar toekomstige kinderen bovendien lijfeigenen zijn en mocht ze geen geld of zaken van waarde in haar bezit hebben. Haar escorte moest naar Sint-Petersburg terugkeren.
De daaropvolgende negenentwintig jaar leefde Volkonskaja aan de zijde van haar man, achtereenvolgens in Nertsjinsk, Tsjita en Oerik. In het begin waren de omstandigheden hard. Ze leerde echter hiermee om te gaan en onderhandelde met de autoriteiten over de omstandigheden waarin de decembristen leefden en de momenten waarop de vrouwen hen mochten bezoeken. Ook zorgde ze voor de briefwisseling tussen de decembristen en hun families in het westen van Rusland.
De straf werd echter met de tijd minder streng. In 1837 konden de Volkonski's zich in Irkoetsk vestigen, waar ze een statig huis bewoonden. In de nabijheid woonde ook Jekaterina Troebetskaja, de vrouw van de decembrist Sergej Troebetskoj, Volkonskajas vriendin en lotgenote. Als vrouw van een banneling mocht Volkonskaja zich niet in de openbaarheid vertonen. Haar huis in Irkoetsk vormde echter de ontmoetingsplek van de culturele en maatschappelijke elite van Irkoetsk. In haar huis liet ze muziek en toneeluitvoeringen opvoeren. Ze stichtte een weeshuis en hielp bij de organisatie van het plaatselijke ziekenhuis, waar ze maatregelen introduceerde om de hygiëne te verhogen. De decembristen worden algemeen gezien als stichters van een burgerlijke en culturele elite in Siberië en Volkonskaja werd door de lokale gemeenschap bewonderd en gerespecteerd.
Volkonskaja en haar man kregen in Siberië nog vier kinderen, van wie er twee de kindertijd overleefden, een zoon Michail (1832-1909) en een dochter Jelena (1835–1916). Maria's kinderen zouden de titel prins(es)/vorst(in) voeren, ondanks de verbanning van hun vader.
Nadat tsaar Nicolaas I in 1855 stierf, verleende zijn opvolger Alexander II de decembristen gratie. Van de 121 verbannen decembristen waren er toen nog 50 in leven. Velen stierven in gevangenschap, anderen werden bij vluchtpogingen doodgeschoten of sneuvelden bij oorlogshandelingen in de Kaukasus.
Volkonskaja had in Siberië een hartziekte opgelopen, waaraan ze in 1863 uiteindelijk stierf.

## Nalatenschap
Het statige houten huis van de familie Volkonski is tegenwoordig ingericht als museum in het centrum van Irkoetsk.
Volkonskaja is het onderwerp van ten minste zes gedichten van Poesjkin, geschreven tussen 1820 en 1829. Daarom is wel gesuggereerd dat de dichter verliefd was op Volkonskaja, maar dit wordt door deskundigen ontkend. Nikolaj Nekrasov maakte gedichten over Volkonskaja (1872/1873) en Troebetskaja (1871/1872), die hij uitgaf onder de titel Russische vrouwen. Hij putte onder andere uit de in het Frans geschreven dagboeken van Volkonskaja.
In Leo Tolstojs roman Oorlog en vrede komen twee vooraanstaande families voor met de namen Bolkonski en Droebetskoj. Omdat de roman met de voorbereidingen voor de decembristenopstand eindigt, zijn deze namen niet toevallig gekozen. De historische Volkonskaja komt in de roman overigens niet voor.